# 列特尼亞
49°23′47″N 23°44′1″E / 49.39639°N 23.73361°E
列特尼亞（烏克蘭語：Летня），是烏克蘭的村落，位於該國西部利沃夫州，由德羅霍貝奇區負責管轄，始建於1300年，面積3.15平方公里，2001年人口2,697，人口密度每平方公里856.73人。